# Битва при Модоні (1500)
Битва при Модоні (тур. Modon Deniz Muharebesi), відома також як Друга битва при Лепанто — морська битва між флотами Османської імперії та Венеційської республіки неподалік від венеційського замку Модон (Метоні) на Пелопонесі, що відбулася в серпні 1500 р. під час третьої Османсько-венеційської війни 1499—1503 рр. Османський флот під керівництвом адмірала Кемаля-реїса, який попереднього року переміг в Битві при Дзонкйо (Перша битва при Лепанто), знову здобув перемогу.

## Хід битви
У грудні 1499 року венеційці напали на Лепанто з надією повернути території, які вони втратили в результаті битви при Дзонкйо. Кемаль-реїс відплив з Кефалонії та відвоював Лепанто у венеційців. Він залишався в Лепанто з квітня по травень 1500 р., де кораблі його флоту ремонтувала армія з 15 000 османських майстрів, яких привезли з цього регіону. Звідти Кемаль-реїс відплив і обстріляв венеційські порти на острові Корфу, а в серпні 1500 року ще раз переміг венеційський флот. Він обстріляв фортецю Модон (Метоні) з моря і захопив місто. Пізніше він вступив в бій з венеційським флотом біля узбережжя Корона і захопив місто разом з венеційською бригантиною. Звідти він відплив до острова Сапієнца (Sapienza) і потопив венеціанську галеру «Леца». У вересні 1500 р. Кемаль-реїс напав на Воюссу, і в жовтні він з'явився на мисі Санта-Марія на острові Лефкада перед тим, як закінчити кампанію і повернутися до Константинополя в листопаді.

## Наслідки
Внаслідок перемоги, отриманої в битві при Модоні, османський флот і армія швидко захопили більшість венеційських володінь на материковій Греції .
Модон і Корон, «два ока Республіки», були втрачені. Османські набіги кавалерії досягли венеційської території на півночі Італії, і в 1503 році Венеції знову довелося шукати миру, визнавши заради досягнення мирної угоди територіальні здобутки Османів.